# Sant Antoni de Vilamajor
Sant Antoni de Vilamajor és un municipi de la comarca del Vallès Oriental. Forma part de la subcomarca del Baix Montseny. Antigament era anomenat Vilanova de Vilamajor. El 29 de desembre de 1822 el municipi de Sant Antoni de Vilamajor es segregà de Sant Pere de Vilamajor i, a partir de llavors, fou oficialment un municipi independent amb el seu propi ajuntament. La Vilanova de Vilamajor va adoptar com a nom oficial el de "Sant Antoni de Vilamajor", en honor del seu co-patró Sant Antoni Abat -l'altre és Sant Lleïr-.

## Geografia i població
- Llista de topònims de Sant Antoni de Vilamajor (Orografia: muntanyes, serres, collades, indrets..; hidrografia: rius, fonts...; edificis: cases, masies, esglésies, etc).

### Situació
Sant Antoni de Vilamajor es troba a la zona meridional del massís del Montseny, ocupa una superfície de 13,7 km² i el nucli principal es troba a 258 msnm.
El relleu és poc accidentat tot i que predominen les valls entre les prolongacions dels contraforts del Montseny, als colls diferents rieres i torrents com la Riera de Vilamajor que travessa tot el terme de nord a sud, des de la Font de Sant Lleïr, passant pel Parc de Can Sauleda, la confluència amb la Riera de Vallserena al barri del Pla i finalment la sortida del terme municipal per Can Tàpies on pocs metres més avall conflueix amb el Riu Mogent.
| Cànoves i Samalús | Sant Pere de Vilamajor | Santa Maria de Palautordera |
| Cardedeu          |                        |                             |
|                   | Llinars del Vallès     |                             |

### Nuclis de Població
| Entitat de població      | Habitants (2024) |
| Sant Antoni de Vilamajor | 3.596            |
| Sant Julià d'Alfou       | 1.636            |
| les Pungoles             | 505              |
| Can Miret                | 406              |
| Can Vila                 | 197              |
| el Pla                   | 117              |
| Alfou                    | 89               |
| el Molí                  | 42               |
| Freixeneda               | 30               |
| Vallserena               | 24               |
| Valls                    | 12               |
| Font: Idescat            |                  |

## Història
Sant Antoni va ser un nucli de població depenent de Sant Pere de Vilamajor.

### Independència administrativa, la Vilanova de Vilamajor
Vilanova de Vilamajor, va esdevenir un municipi independent el 29 de desembre de 1822.

## Demografia
| 1497 f | 1515 f | 1553 f | 1717  | 1787 | 1857  | 1877  | 1887 | 1900 | 1910 |
| ------ | ------ | ------ | ----- | ---- | ----- | ----- | ---- | ---- | ---- |
| -      | 5      | 7      | 1.200 | -    | 1.266 | 1.053 | 981  | 843  | 913  |

| 1920  | 1930  | 1940  | 1950  | 1960  | 1970  | 1981  | 1990  | 1992  | 1994  |
| ----- | ----- | ----- | ----- | ----- | ----- | ----- | ----- | ----- | ----- |
| 1.025 | 1.134 | 1.269 | 1.212 | 1.211 | 1.402 | 1.648 | 2.056 | 2.260 | 2.260 |

| 1996  | 1998  | 2000  | 2002  | 2004  | 2006  | 2008  | 2010  | 2012  | 2014  |
| ----- | ----- | ----- | ----- | ----- | ----- | ----- | ----- | ----- | ----- |
| 2.822 | 3.063 | 3.293 | 3.951 | 4.437 | 4.877 | 5.332 | 5.479 | 5.699 | 5.708 |

| 2016  | 2018  | 2020  | 2022  | 2024  | 2026 | 2028 | 2030 | 2032 | 2034 |
| ----- | ----- | ----- | ----- | ----- | ---- | ---- | ---- | ---- | ---- |
| 5.862 | 6.095 | 6.208 | 6.483 | 6.668 | -    | -    | -    | -    | -    |

## Administració
| Període     | Alcalde o alcaldessa                       | Partit polític                    | Data de possessió | Observacions |
| ----------- | ------------------------------------------ | --------------------------------- | ----------------- | ------------ |
| 1979–1983   | Francesc Sesat Grau                        | CIU                               | 19/04/1979        | --           |
| 1983–1987   | Joan Sapé Saboya                           | CIU                               | 28/05/1983        | --           |
| 1987–1991   | Joan Sapé Saboya                           | Independents                      | 30/06/1987        | --           |
| 1991–1995   | Joan Sapé Saboya / Mariano Llobera Batlles | Independents / PP                 | 15/06/1991        | --           |
| 1995–1999   | Esteve Mas Roca                            | CIU                               | 17/06/1995        | --           |
| 1999–2003   | Esteve Mas Roca / Mariano Llobera Batlles  | CIU / PP                          | 03/07/1999        | --           |
| 2003–2007   | Francesc Tella Macià                       | CIU                               | 14/06/2003        | --           |
| 2007–2011   | Francesc Tella Macià                       | CIU                               | 16/06/2007        | --           |
| 2011–2015   | M. Llüisa Berdala Cirera                   | CIU                               | 11/06/2011        | --           |
| 2015–2019   | M. Llüisa Berdala Cirera                   | CIU                               | 13/06/2015        | --           |
| 2019-2023   | Raül Valentín del Valle                    | CanVi - Candidatura per Vilamajor | 15/06/2019        | --           |
| Des de 2023 | n/d                                        | n/d                               | 17/06/2023        | --           |

Eleccions Municipals de Sant Antoni de Vilamajor del 2023
| Candidatura | Candidatura | Cap de llista  | Vots  | Regidors | % vots |
| ----------- | ----------- | -------------- | ----- | -------- | ------ |
|             | CANVI       | Raül Valentín  | 725   | 4        | 27,51  |
|             | JxCat       | Bernat Parera  | 621   | 3        | 27,51  |
|             | P.U.S.A.    | Ferran Calvera | 559   | 3        | 21,21  |
|             | ERC         | Enric Vinaixa  | 446   | 2        | 16,92  |
|             | PSC         | Belinda García | 221   | 1        | 8,38   |
| Total       | Total       | 2.697          | 2.697 |          | 53,73  |

## Comunicacions

### Carreteres
La carretera BV-5107 és la principal infraestructura viària del municipi, al sud connecta amb la C-251 a Llinars del Vallès i al nord-oest continua cap a Cànoves i Samalús i La Garriga, un ramal d'aquesta carretera, anomenat BV-5109 surt del centre del nucli urbà i recorre poc més d'un quilòmetre per arribar a Sant Pere de Vilamajor. Un camí rural pavimentat connecta el carrer Freixeneda del nuclí amb les urbanitzacions de Sant Julià del Fou, Can Miret i Les Pungoles.

### Camins i senders
La xarxa de camins rurals sense pavimentar és extensa i dona servei a les diferents masies aïllades, també comunica amb els diferents nuclis i amb els municipis veïns. Malgrat la major part d'aquests camins no estan tancats al trànsit rodat, són a la pràctica bons espais d'oci per passejar o anar en bicicleta.
El sender de Gran Recorregut del Vallès, el (GR-97) travessa el terme municipal d'est a oest i el sender de petit recorregut del Pi Novell (PR-C 139) parteix de Sant Antoni per arribar al camí del Pla de la Calma al terme municipal de Tagamanent.

### Transport Públic
L'únic mitjà de transport públic de viatgers que dona servei a Sant Antoni, és l'autobús. Una línia regular de l'empresa Sagalés connecta el poble amb l'estació d'autobusos de Fabra i Puig a Barcelona. Una altra línia fa la ruta entre les diferents urbanitzacions, el nucli urbà i l'Estació de Llinars del Vallès que dona servei de la línia R2 de Rodalies de Catalunya.
El servei de Taxi és de concessió municipal i ofereix servei sota demanda.

## Economia i comerç

### Indústria
El municipi disposa de tres Polígons Industrials:
- Polígon Can Mora Nord, ubicat a peu de la carretera BV-5107, hi ha certa diversitat d'empreses instal·lades en aquest polígon.
- Polígon Can Mora, ubicat 200 metres al sud de l'anterior, només hi ha una nau que és utilitzada com a plataforma logística per la multinacional de la distribució alimentària Dia
- Polígon Can Tàpies, situat al límit del terme amb Llinars del Vallès al peu de la carretera C-251. S'han establert diverses empreses, hi destaca una empresa de distribució de mòduls prefabricats.

### Sector terciari
Al centre de la vila hi trobem establiments d'alimentació, roba, forns, pastisseries, perruqueries, herboristeries i dietètica, informàtica, articles per mascotes, floristeria, bars, restaurants....
Un dels productes típics de Sant Antoni, són els Carquinyolis de Vilamajor.
El Mercat Setmanal se celebra tots els diumenges i el poble rep una gran afluència de compradors vinguts d'arreu. Com a particularitat, cal destacar que degut a la celebració del mercat ambulant, el comerç de Sant Antoni obre, per norma general tots els diumenges al matí i tanca els dilluns.

## Cultura, festes i tradicions

### Biblioteca municipal SAV[1]
Ubicada en un edifici de nova construcció, inaugurat a l'abril del 2013, de planta triangular i distribuït en dues plantes que ocupen una superfície útil de 810 m². A la planta baixa hi ha la zona d'acollida, la zona infantil i les àrees de diaris i revistes, i de música i imatge, a més d'una sala polivalent. A la planta primera hi ha l'àrea de fons general, una aula de suport i la zona de treball intern. El projecte va anar a càrrec de Manel Solà Noguera. Ofereix els serveis habituals de biblioteca pública, entre els quals accés a Internet i espai Wi-Fi. El cost total de la inversió, comptant la redacció del projecte, la construcció, el mobiliari i equipament, i el fons inicial d'obertura ha estat d'1.676.795,00 €, dels quals la Generalitat de Catalunya n'ha aportat 317.200,00 amb càrrec al Programa específic de biblioteques (PEB) i al Programa General del Pla únic d'obres i serveis de Catalunya (PUOSC)
El Patronat de Cultura de Sant Antoni de Vilamajor dinamitza l'activitat cultural al municipi, coordina a les diferents entitats i promociona els esdeveniments que realitzen.
- El 17 de gener coincidint amb la festivitat de Sant Antoni Abat, que és co-patró del municipi, se celebra la Festa Major d'hivern.
- El cap de setmana previ al dia de Sant Jordi se celebra la setmana cultural.
- El dia 23 de juny com arreu dels Països Catalans se celebra la Revetlla de Sant Joan. Des de fa uns anys s'encén la foguera amb la Flama del Canigó.
- El tercer cap de setmana del mes d'agost se celebra la Festa Major d'Estiu.
- El 27 d'agost se celebra el dia de Sant Lleïr que és l'altre patró del municipi.

### Mitjans de comunicació
L'Ajuntament edita trimestralment un butlletí d'informació general i cultural en format paper que es distribueix directament a les bústies dels veïns.
Ràdio Vilamajor és l'emissora municipal de Sant Antoni, emet regularment en FM en la freqüència de 98 MHz des del gener del 2004 tot i que la seva història es remunta a començaments de la dècada dels 80 del segle xx.

## Llocs d'interès i espais singulars
- L'IES Vilamajor, a Sant Pere de Vilamajor és l'Institut de referència a Sant Antoni. L'Institut actual presta servei en barracons prefabricats, malgrat existeix un projecte per la construcció d'un nou institut en una zona limitrofe entre els dos municipis amb accés des del carrer Sant Jaume de Sant Antoni, aquest no s'executarà perquè la Generalitat adaptarà l'actual Escola Vilamagore de Sant Pere com a Institut.[3]
- L'Espai Francesc Bardera és el nom que rep l'antic safareig públic, avui rehabilitat com a monument. Rep el nom d'aquest il·lustre Vilamajorí per l'admiració que aquest li tenia a aquest espai que no va arribar a veure rehabilitat.
- El Porxo de Can Sauleda situat al parc del mateix nom, és singular perquè es va construir traslladant i rehabilitant en la mesura de les possibilitats els porxos que es trobaven a les Escoles Velles.
- L'Església de Sant Antoni, els seus orígens es remunten diversos segles enrere però el temple actual va ser construït en la dècada dels anys 40 del segle xx. L'antiga església va ser enderrocada un cop finalitzada la Guerra Civil degut al seu mal estat de conservació després de ser saquejada i els seus objectes, cremats. L'església vella es trobava a la Plaça Joan Casas on avui dia hi ha un estanc.
- L'Ermita de Sant Lleïr, situada al límit del terme amb Sant Pere de Vilamajor.
- L'Ermita de Sant Jaume de Rifà al veïnat de Can Miret.
- L'església romànica de Sant Julià del Fou.
- El carrer Vell, sens dubte el carrer més singular del poble per la seva bellesa.
- La Font de Sant Lleïr
- Al Parc de Can Sauleda hi oneja una bandera estelada i una placa commemora la celebració de la Consulta sobre la Independència de Catalunya que va celebrar-se el 13 de desembre de 2009.